# Don Riddell
Don Riddell (* 7. September 1972 in Edinburgh) ist ein englischer Moderator.

## Leben
Ridell studierte an der University of Leeds und schloss sein Studium mit einem Bachelor-Abschluss mit Auszeichnung in den Fächern Kommunikationswissenschaft und Cultural Studies ab. Er begann seine Karriere im britischen Regionalfernsehen. Seit dem Jahre 2002 arbeitet er für den amerikanischen Sender CNN. Zurzeit ist er Moderator von World Sport bei CNN International und im Sender verantwortlich für die Motorsportberichterstattung. Vorher war er auch Moderator Nachrichtensendungen World News und CNN Today CNN TODAY.